# Yeni yol (Azerbaigian)
Yeni yol è un comune dell'Azerbaigian situato nel distretto di Goranboy.